# Cèpe citron
Boletus edulis f. citrinus, Boletus venturii
Forme
Boletus edulis f. citrinus, auparavant Boletus venturii, le Cèpe citron, est la forme à chapeau citrin du Cèpe de Bordeaux (Boletus edulis) appartenant au genre Boletus dans la famille des Boletaceae. Érigée auparavant en tant qu'espèce indépendante, cette forme rare se distingue du B. edulis type par son chapeau jaune citron.

## Taxonomie
Le nom correct complet (avec auteur) de ce taxon est Boletus edulis f. citrinus (Pelt. ex E.-J. Gilbert) Vassilkov 1966,.
Il a été initialement classé dans le genre Boletus sous le basionyme Boletus edulis var. citrinus Pelt. ex E.-J. Gilbert.

### Synonymes
Boletus edulis f. citrinus a pour synonymes :
- Tubiporus albus Paulet
- Boletus citrinus A. Venturi (1860
- Suillus citrinus Kuntze (1898)
- Boletus edulis var. citrinus Peltereau ex E.-J. Gilbert (1931)
- Boletus venturii Bon (1986)

### Phylogénie
Le Cèpe citron était d'abord considéré comme une espèce indépendante sous le nom de Boletus venturii, avant que les analyses génétiques ne révèlent sa conspécificité avec Boletus edulis, ce qui a eu pour conséquence de le faire basculer au rang de forme de ce dernier.

### Étymologie
L'épithète spécifique de l'un de ses taxons, venturii, lui a été donnée en l'honneur du mycologue italien Carlo Antonio Venturi (d) (1806-1864) qui a initialement décrit cette espèce en 1863 sous le taxon Boletus citrinus, tandis que celui de son taxon actuel "citrinus" fait réfèrence à la couleur jaune citrin du chapeau cette forme.

### Publication originale
- Marcel Bon, « Novitates. Validations et taxons nouveaux », Documents mycologiques, France, vol. 17, no 65,‎ 1986, p. 51-56 (ISSN 0291-8420, lire en ligne, consulté le 9 février 2023).

### Noms vulgaires et vernaculaires
Cèpe citron, Cèpe de Venturi.

## Description du sporophore
Les bolets sont des champignons dont l’hyménophore, constitué de tubes et terminés par des pores, se sépare facilement de la chair du chapeau. Ce chapeau d'abord rond, recouvert d'une cuticule, devient convexe à mesure qu’il vieillit. Ils ont un pied (stipe) central assez épais et une chair compacte. Les caractéristiques morphologiques de Boletus edulis f. citrinus, le Cèpe citron, sont les suivantes :
Son chapeau est jaune citrin plus ou moins pâle à jaune citron, teinte assez uniforme jusqu'à un âge avancé, avec quelques taches ou traînées brun roussâtre (peu changeant) à la fin ; revêtement lisse à finement velouté ou un peu cabossé-ruguleux.
L'hyménophore présente des tubes et pores blancs, puis crème jaunâtre, jaunes, jaune-vert.
Son stipe est claviforme ou un peu ventru, blanchâtre puis beige à brunâtre pâle ; fin réseau blanc sur la partie supérieure.
La chair est blanche à blanchâtre, parfois rosissante sous le revêtement ou à d'autres endroits du chapeau, immuable ailleurs. Sa saveur et son odeur sont identiques au Cèpe de Bordeaux.

### Caractéristiques microscopiques
Ses spores mesurent 12 à 15,5 μm x 4,5 à 5,5 μm.

## Galerie

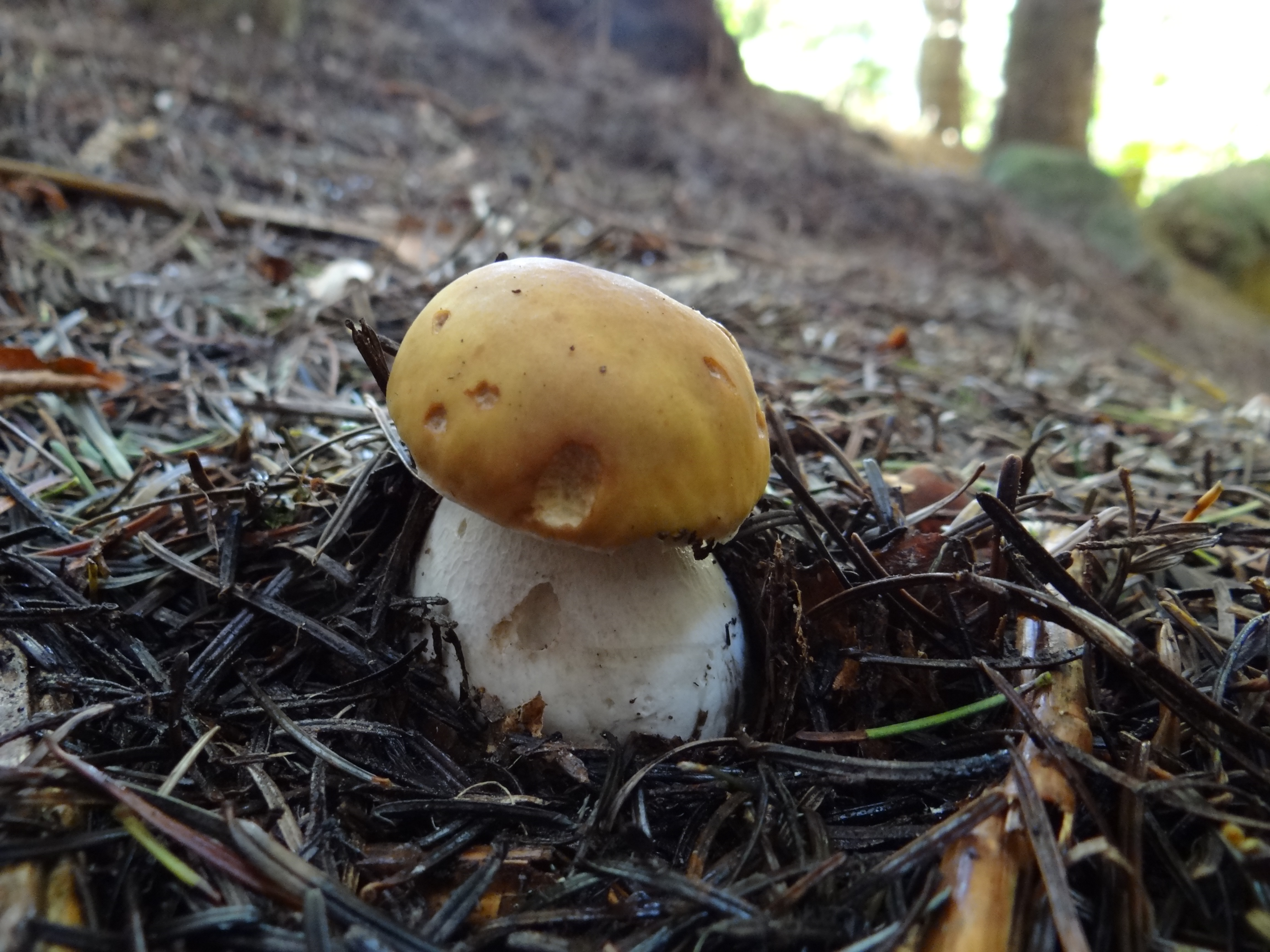
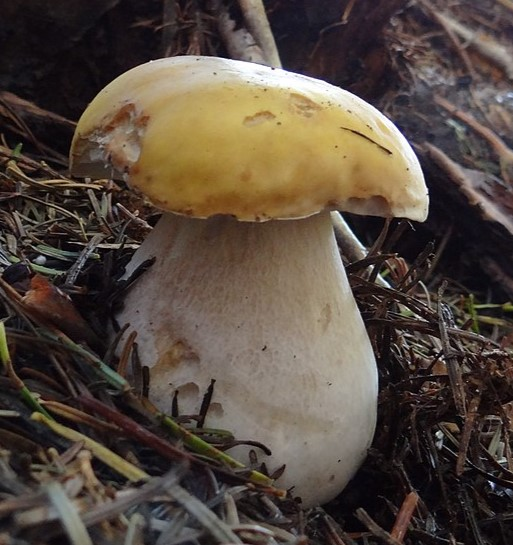
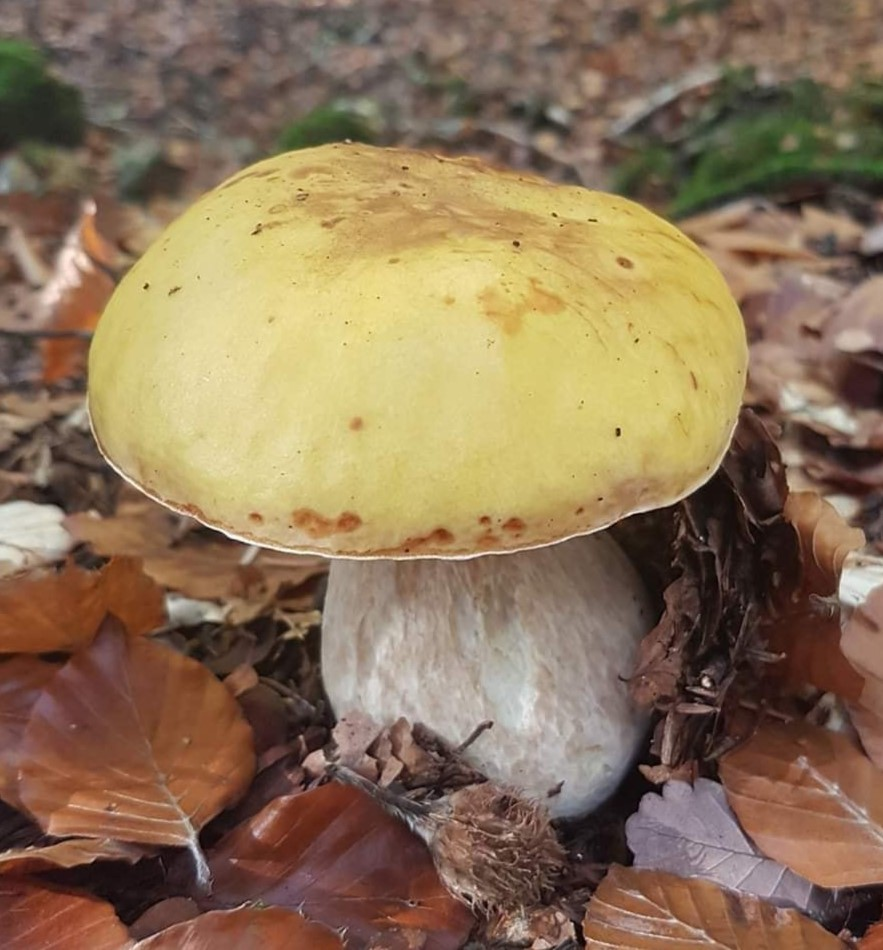
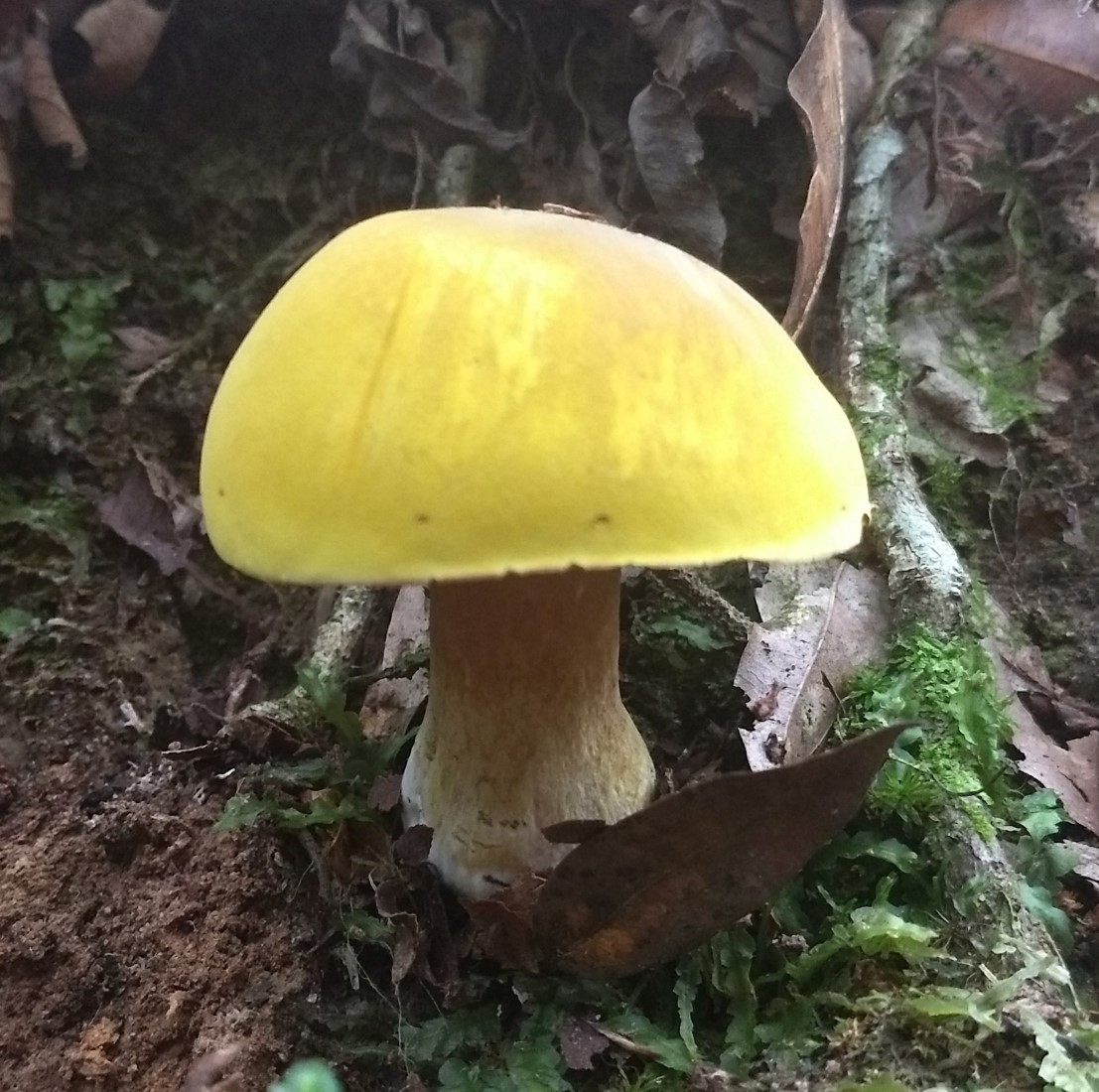
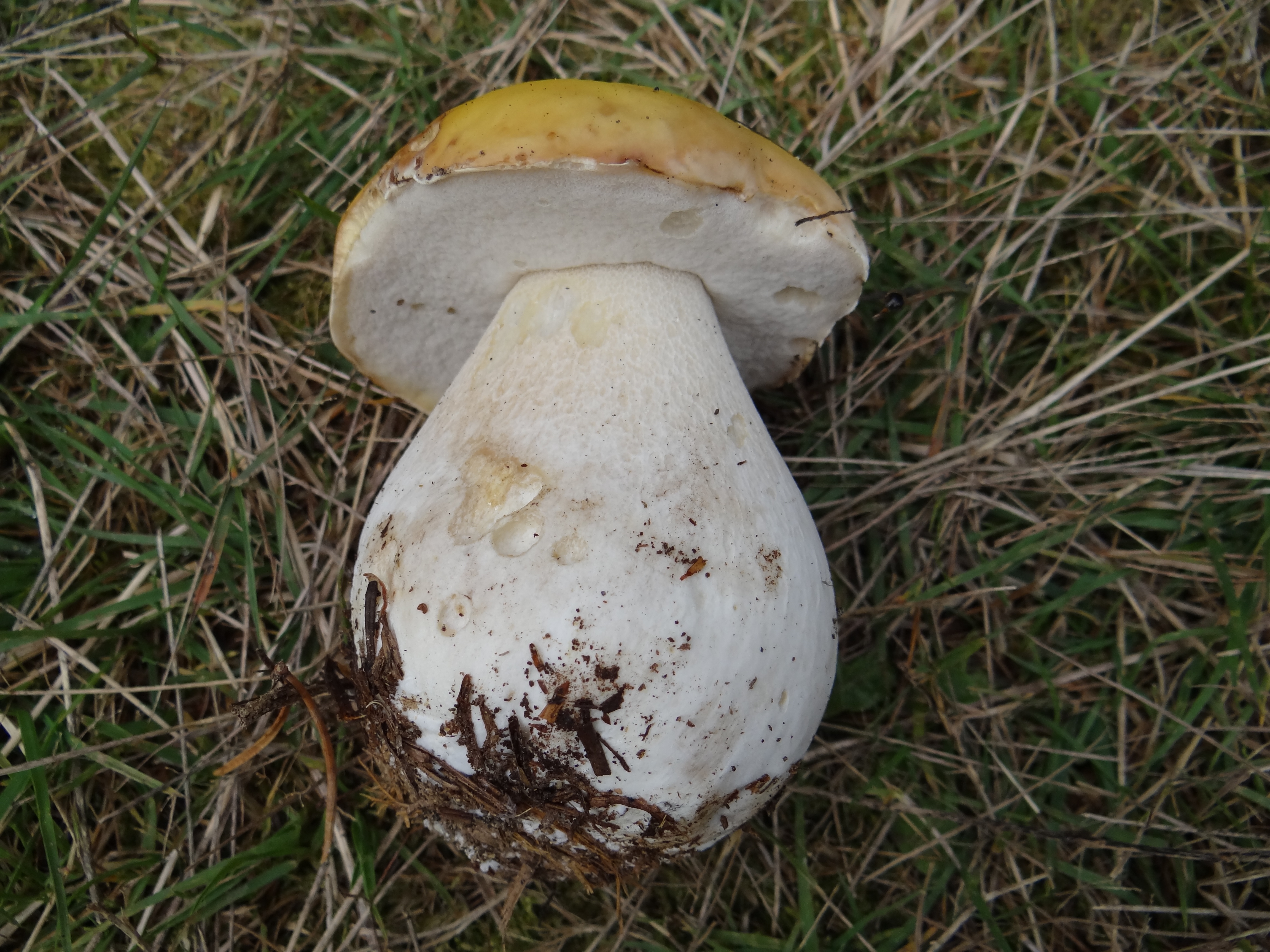
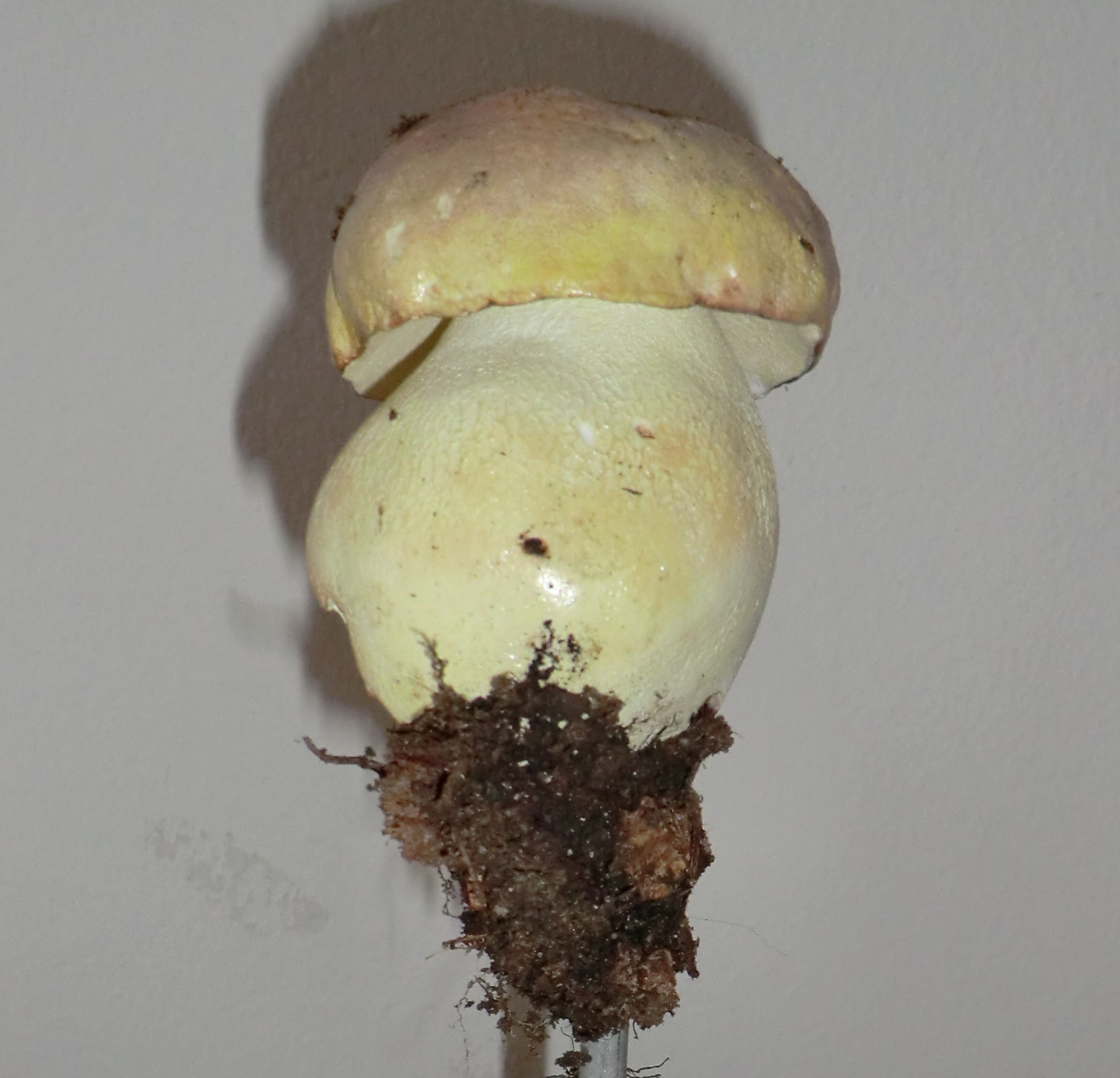
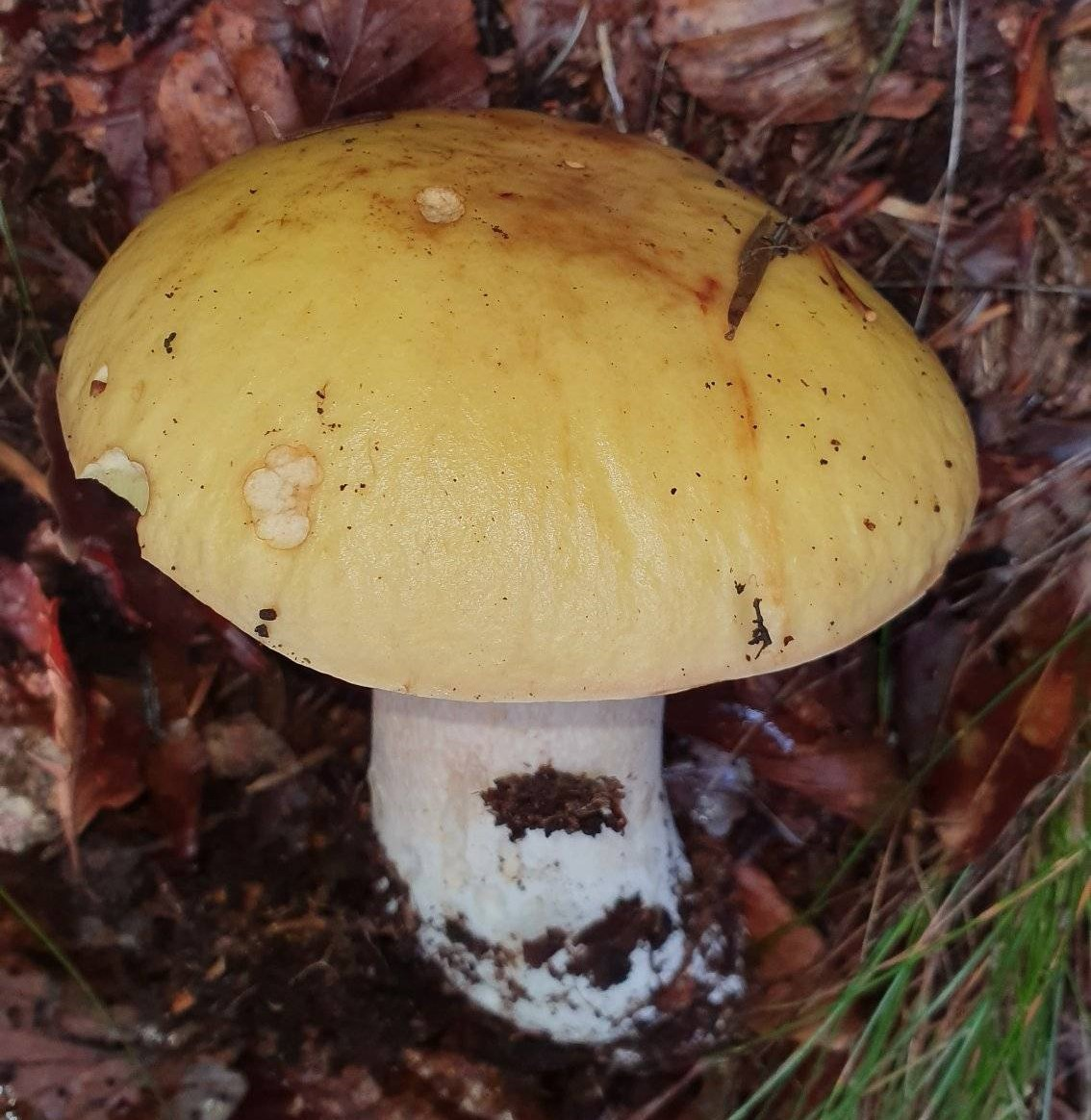
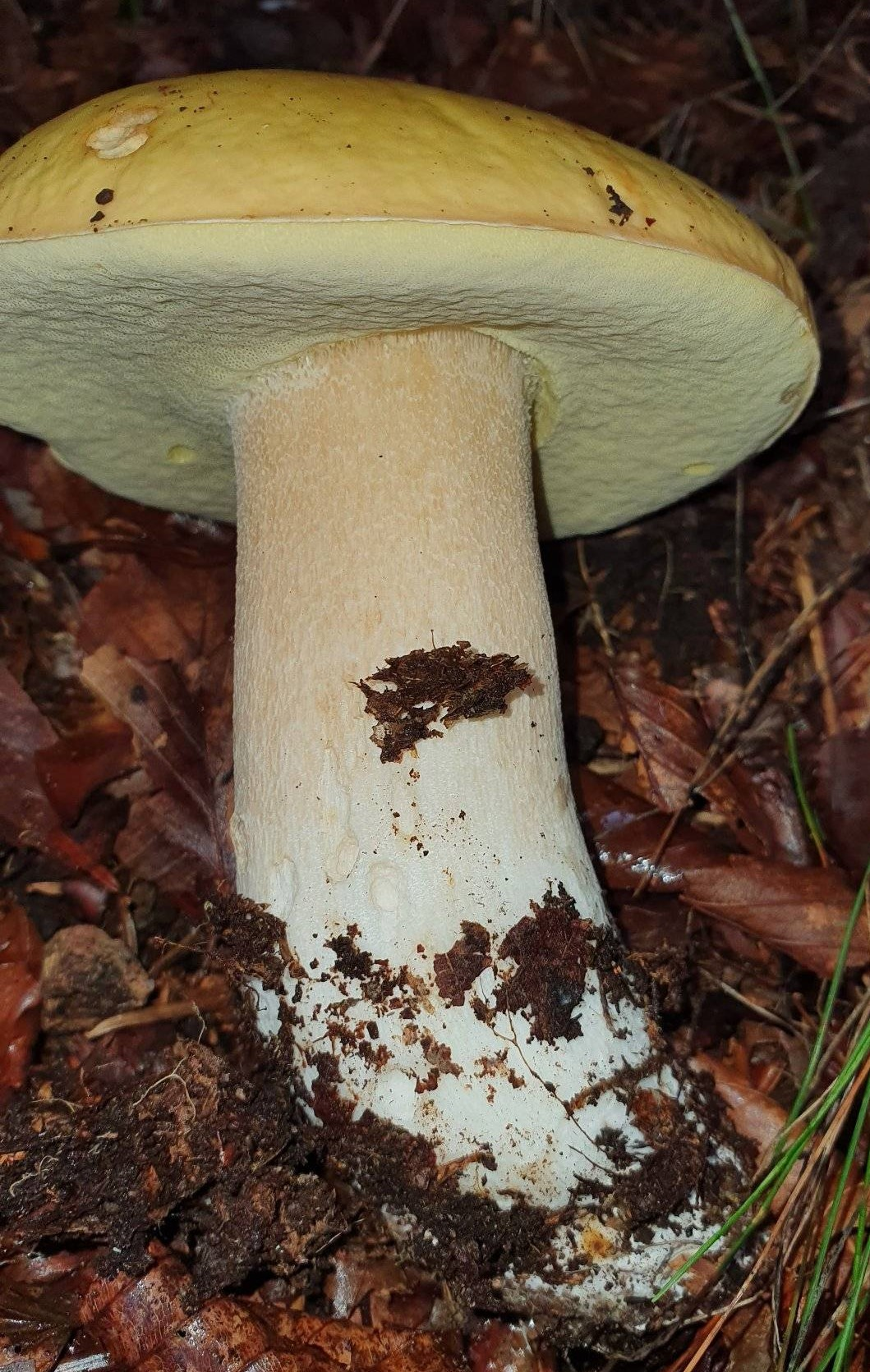
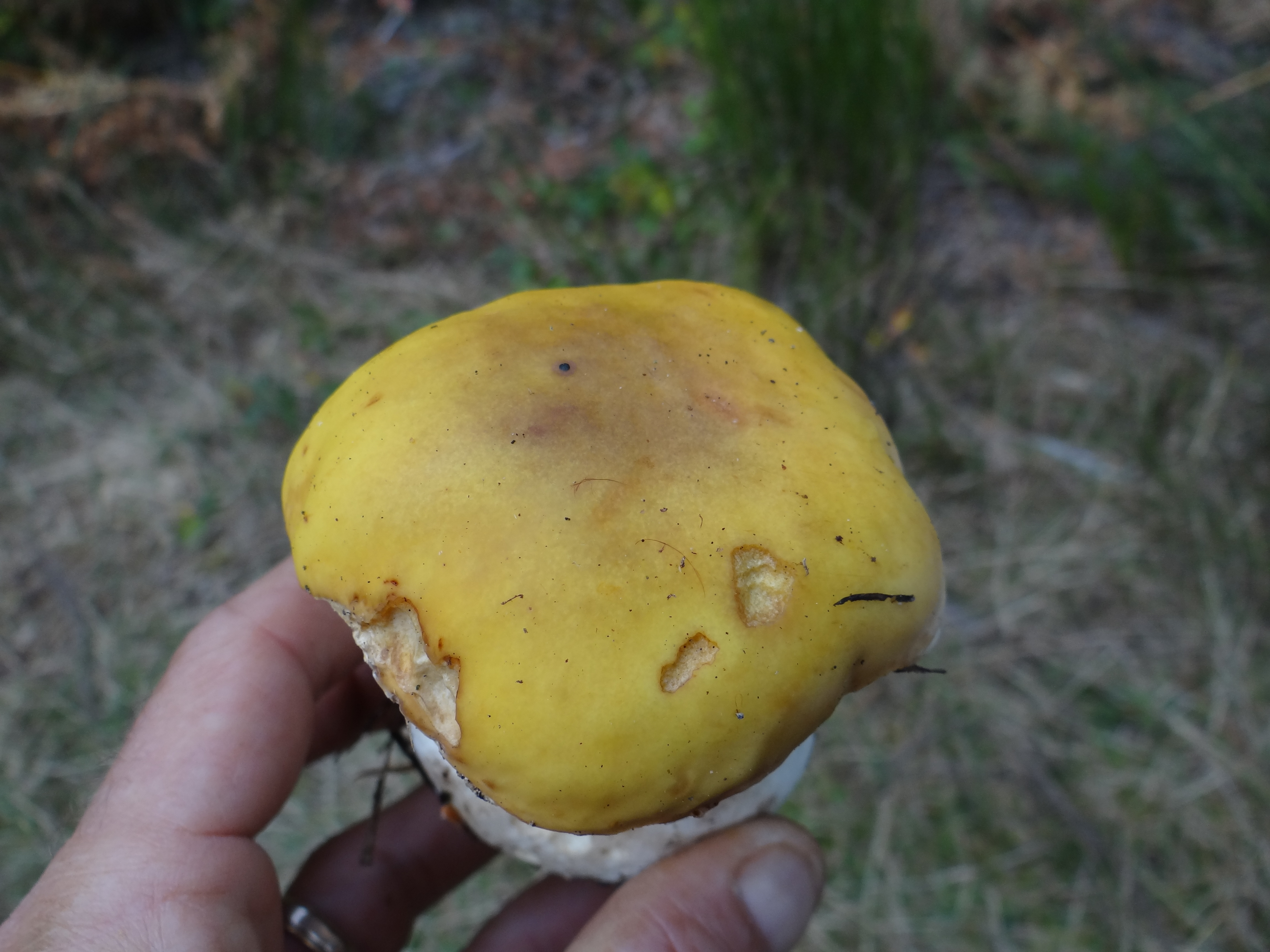
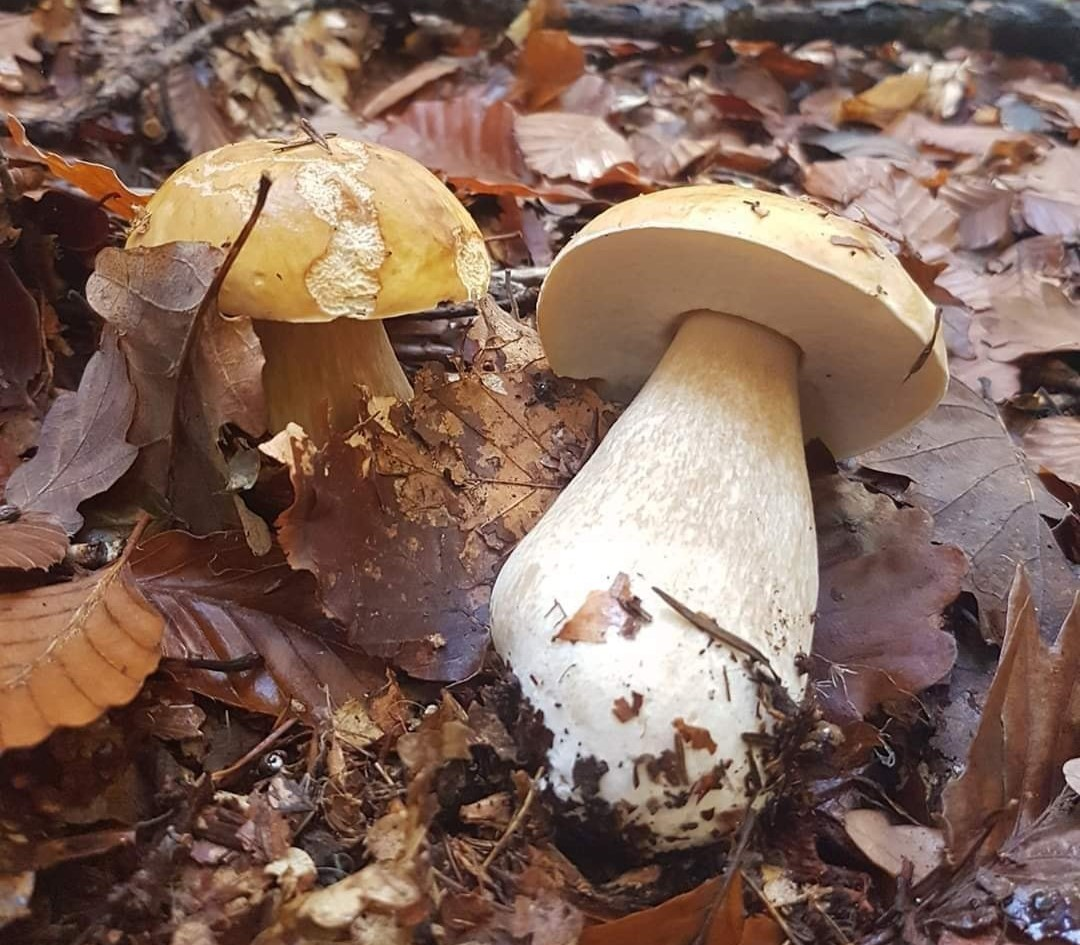
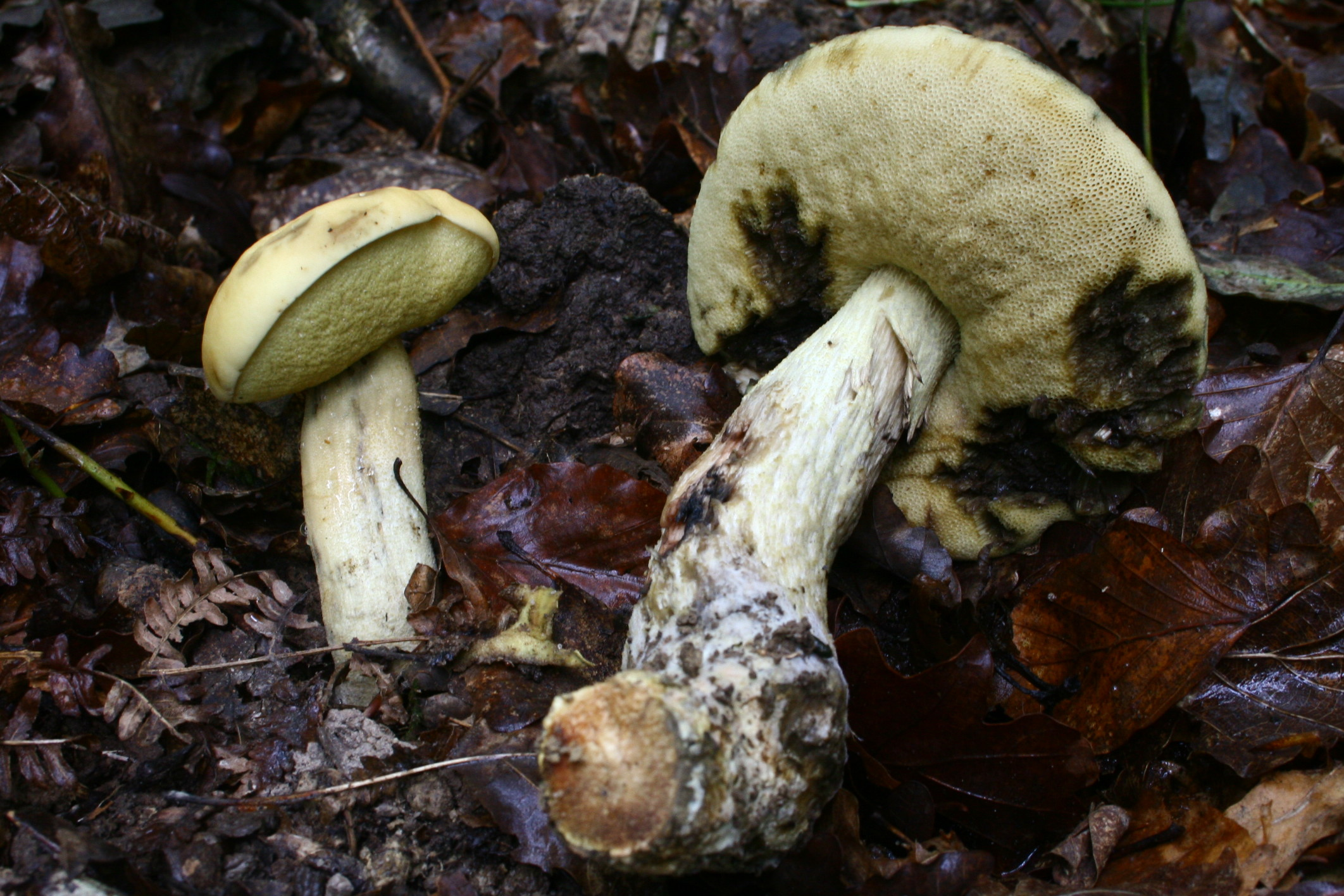
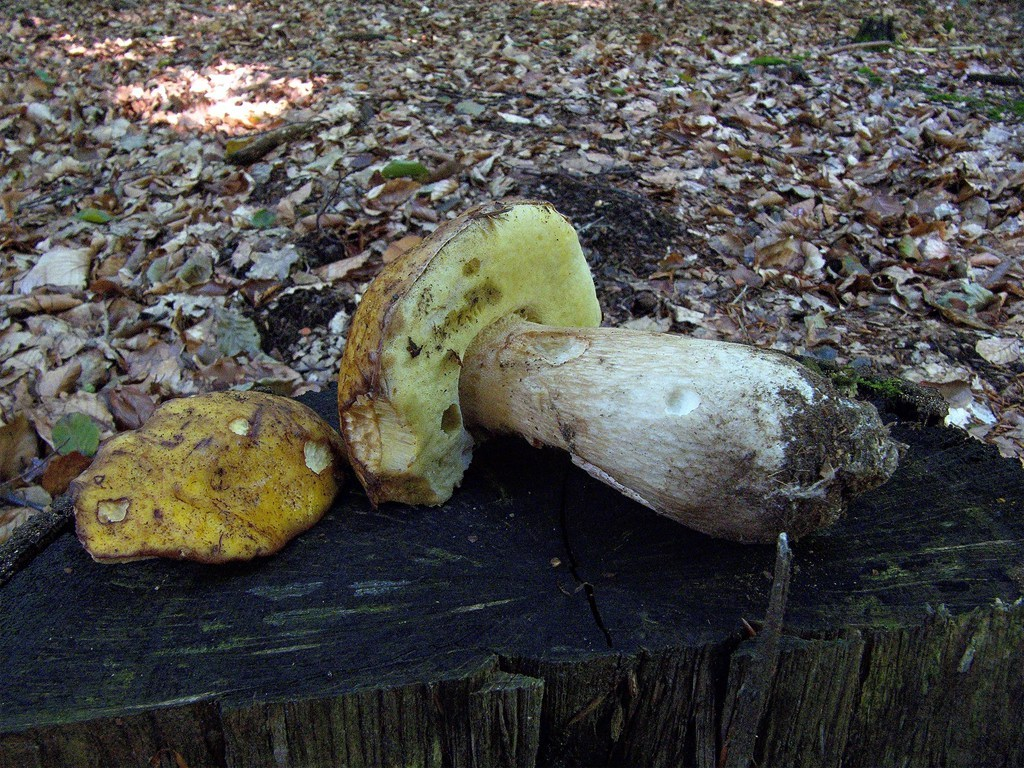

## Habitat et distribution
Sous feuillus ou conifères, signalé en France sous Picea excelsa. Thermophile et dès lors plus présent dans le Sud et le pourtour méditerranéen, nettement plus rare dans le Nord. Rare à très rare.

## Comestibilité
Étant de facto un Cèpe de Bordeaux, le Cèpe blanc est au même titre un bon comestible. Cependant, sa rareté devrait inciter à ne pas le cueillir.

## Confusions possibles

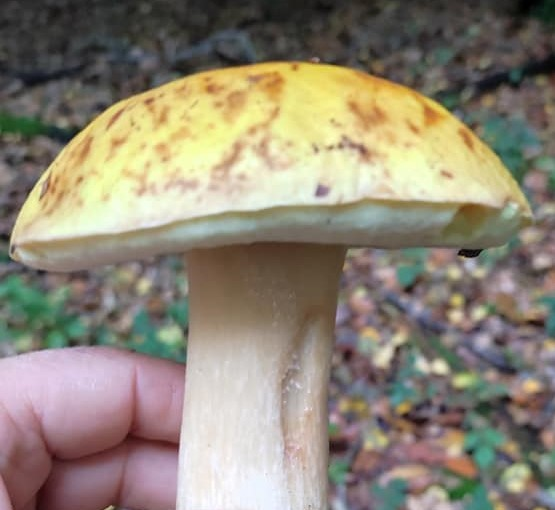
Boletus edulis f. fulvomaculatus

- Boletus edulis f. fulvomaculatusLe Cèpe bronzé (Boletus aereus) possède lui aussi une forme rare à chapeau jaune citron ; Boletus aereus f. citrinus. Elle inclut néanmoins la tendance thermophile méditerranéenne du Cèpe bronzé, alors que Boletus edulis f. citrinus inclut la tendance automnale hygrophile du Cèpe de Bordeaux. De plus la forme du Cèpe bronzé n'a pas de chair sous-cuticulaire rose et possède un pied brun foncé au réseau peu développé.
- Le Cèpe d'été (Boletus aestivalis) possède aussi une forme rare à chapeau jaune citron, non décrite. Mais elle inclut l'écologie thermophile de B. aestivalis. De plus, la forme du Cèpe d'été n'a pas de chair sous-cuticulaire rose et a un réseau souvent bien développé comme le type.
- Le Cèpe des pins (Boletus pinophilus) possède aussi une forme rare à chapeau jaune citron, non décrite, mais celle-ci garde tout de même la texture de chapeau ridée-cabossée du type.
- Une autre forme du Cèpe de Bordeaux ressemblante existe ; Boletus edulis f. fulvomaculatus, le Cèpe maculé de fauve. Cette forme est très semblable au Cèpe citron, partageant son chapeau jaune, mais présentant en addition des maculations fauves ou brun roussâtre. Cette forme serait synonyme de B. edulis f. citrinus selon certains mycologues.